# 따오찌아오
따오찌아오(태국어: เต้าเจี้ยว)는 태국의 두장이다.

## 이름
어원은 "두장"이라는 뜻의 민난어 "따우찌아웅(tāu-chiàuⁿ, 豆醬)"이다.

## 사진

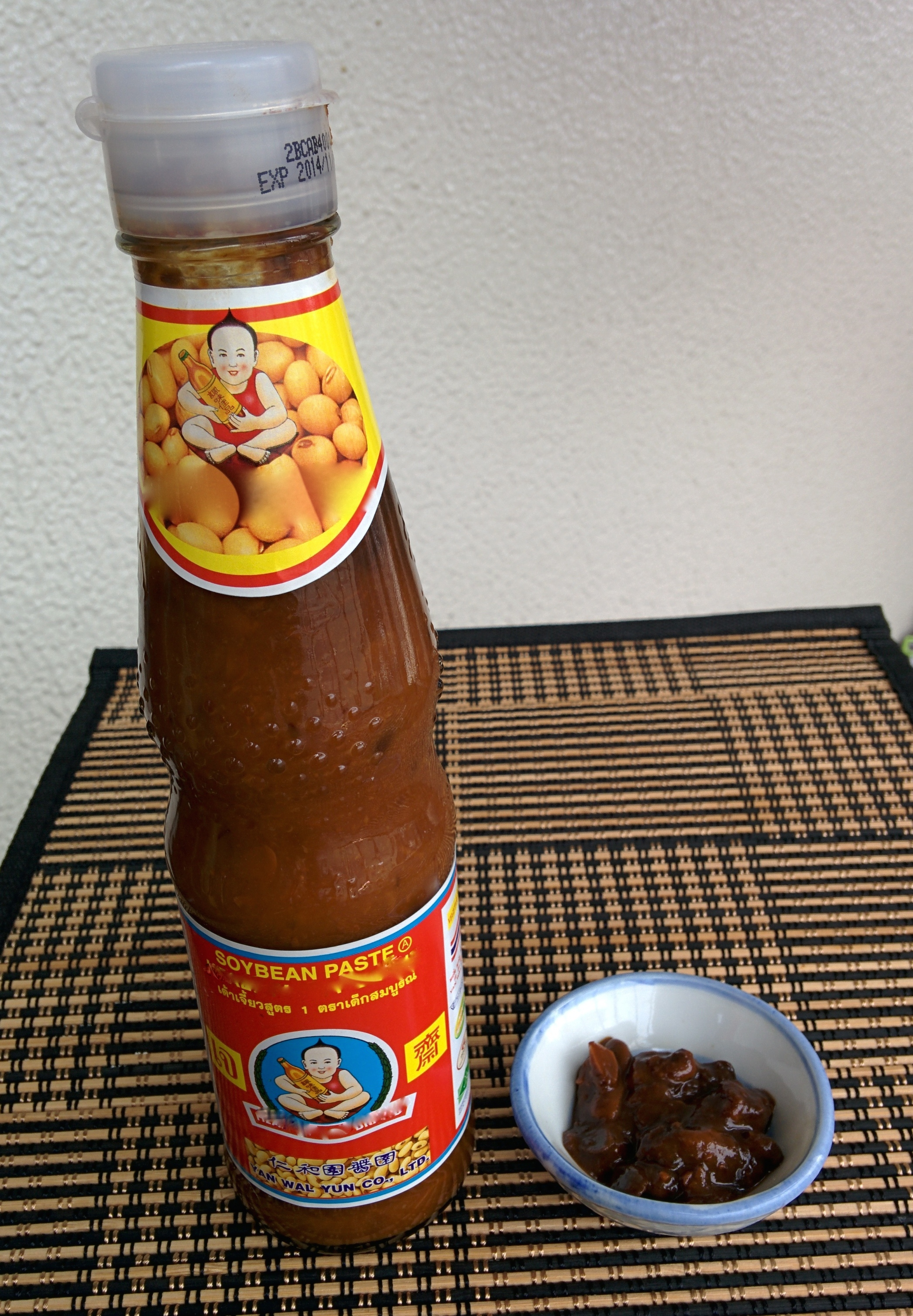
병에 담긴 따오찌아오

## 같이 보기
- 타우초